# 陆曦
陆曦（1900年代—1998年4月3日），河北遵化人，中华人民共和国外交官。1937年，加入中国共产党。

## 生平
1932年，陆曦参加革命。次年，派往苏联，担任苏联红军翻译，同时学习无线电技术。1937年，奉命回国。1939年，参加八路军游击队，后来调入平西《挺进报》社，负责无线电台工作。抗战胜利后，先后在中共东北局和冀热辽司令部任翻译、中共东北局情报部科长、彭真秘书、东北行政委员会外事局局长、辽宁省人民政府外事处处长。1955年，调入外交部工作，任外交部领事司副司长。1957年，出任中华人民共和国驻加尔各答总领事。1960年以后，任新疆维吾尔自治区人民政府副秘书长、外事办公室副主任、北京外国语学院副院长。1976年，任北京外国语学院顾问。1982年离休。1998年4月3日，陆曦在北京病逝，终年92岁。